# Valle de Yerri
Valle de Yerri (cooficialmente en euskera: Deierri) es un valle y un municipio compuesto español de la Comunidad Foral de Navarra, situado en la Merindad de Estella, en la comarca de Estella Oriental y a 38 km de la capital de la comunidad, Pamplona. Su población en 2024 fue de 1566 habitantes (INE).

## Toponimia
Deyerri, o Deierri según las actuales normas ortográficas del euskera, significa Tierra de Deyo en dicha lengua. Durante la Edad Media y antes de que fuera fundada la villa de Estella en el siglo XI, este era el nombre común de la actual comarca de Tierra Estella, ya que el centro neurálgico de la misma no se encontraba todavía en su actual capital, sino en la fortaleza de Monjardín, cuyo nombre antiguo era precisamente Deyo. Con el paso del tiempo el nombre Deyerri dejó de aplicarse a toda la comarca y se fue limitando a la parte nororiental de la misma (valles de Guesálaz y Yerri), hasta que finalmente se refirió únicamente al valle que ha conservado el nombre hasta la actualidad.
Se cree que el nombre Yerri tuvo origen en la división del nombre en dos (de Yerri) por un escribano anónimo, pensando que la primera parte del nombre era una preposición, denominándolo valle de Yerri.

## Geografía
El municipio forma parte de la comarca de Tierra Estella y está formado por 19 entidades o concejos. Todas estas poblaciones están diseminadas por un extensísimo valle que se extiende de norte a sur desde las estribaciones montañosas de la sierra de Andía, hasta el río Ega.
La mitad norte del municipio o valle es la zona con mayor altitud, donde se alcanzan fácilmente más de 1000 metros, como el Alto de la Trinidad (1233 m s. n. m.) Más al sur el terreno va descendiendo progresivamente y hacia la mitad del municipio las alturas oscilan entre 700 y 800 m s. n. m. La zona más al sur presenta las partes más bajas del territorio (500 m s. n. m.). Es en esta zona amplia y llana donde se encuentran la mayor parte de las viviendas. Aquí el paisaje está dominado por olivares, viñedos y campos de cereales.

## Historia

Mapa del Valle de Yerri en el Antiguo Régimen

El valle de Yerri, hasta la constitución de los Ayuntamientos constitucionales, tal como establecía la Ley Paccionada de 1841, incluía todas las poblaciones incluidas en los actuales municipios de Yerri, Abárzuza, y Lezáun. 
En 1291 el registro de Comptos incluía los pueblos de Guesálaz dentro de Yerri, y en 1350 incluía también a las Cinco Villas (Valle de Goñi). En su término hubo un lugar llamado Erendazu, en la ubicación del hoy llamado barranco de Erendazu, entre Iruñela y Azcona. Se despobló en el siglo XV. Yanguas y Miranda, relaciona entre las poblaciones del valle, además de las actuales, a Eguiarte y Muru, que desaparecen en los nomenclátor oficiales en el primer tercio del siglo XX.
El valle de Yerri lo formaban cinco cendeas: Azcona (incluía a Arizabala, Azcona, Ibiricu y Ugar), Abárzuza (Abárzuza y las tierras del monasterio de Irazu), Murugarren (Bearin, Eraúl, Grocin, Muru y Murugaren), Arizaleta (Arizala, Arizaleta, Iruñuela, Lezaun y Riezu) y Erbarrena (Alloz, Lácar, Lorca, Murillo y Villanueva).
Abarzuza se separó del valle en 1851 y Lezáun en 1951; como consecuencia de esta segregación el coto redondo de Zumbelz, perteneciente al Valle de Yerri, quedó como un enclave separado de él por Lezáun

## Demografía
Valle de Yerri cuenta con una población de 1566 habitantes (INE 2024).
| Gráfica de evolución demográfica de Valle de Yerri entre 1842 y 2021 |
| |
| Población de derecho según los censos de población del INE Población de hecho según los censos de población del INEEn este censo se denominaba Murillo: 1842 En estos censos se denominaba Yerri: 1857, 1860, 1877, 1887, 1897, 1900, 1910, 1920, 1930, 1940, 1950, 1960, 1970, 1981, 1991 y 2001 Entre el censo de 1857 y el anterior, crece el término del municipio porque incorpora a 315003 (Alloz y Eguiarte), 315006 (Arandigoyen), 315010 (Arizala), 315011 (Arizaleta), 315021 (Azcona), 315023 (Bearin), 315033 (Eraul), 315042 (Grocín), 315049 (Ibiricu), 315055 (Iruñeta), 315067 (Lerate), 315068 (Lezaun), 315072 (Lorca), 315084 (Murugarren), 315095 (Riezu), 315102 (Úgar), 315113 (Villanueva), 315118 (Zábal) y 315120 (Zurucáin); recibe Lácar, una parte de 315064 (Lácar y Labeaga) Entre el censo de 1960 y el anterior disminuye el término del municipio porque independiza a 31154 (Lezáun) |

#### Distribución de la población
El municipio se divide en las siguientes entidades de población, según el nomenclátor de población publicado por el INE (Instituto Nacional de Estadística). Los datos de población se refieren a 2024
| Entidad de Población | Población (2024) |
| -------------------- | ---------------- |
| Alloz                | 112              |
| Andía                | 0                |
| Arandigoyen          | 81               |
| Arizala              | 83               |
| Arizaleta            | 44               |
| Azcona               | 80               |
| Bearin               | 187              |
| Casetas de Ciriza    | 1                |
| Eraul                | 75               |
| Grocin               | 32               |
| Ibiricu de Yerri     | 55               |
| Iruñela              | 53               |
| Lácar                | 63               |
| Lorca                | 136              |
| Murillo de Yerri     | 40               |
| Muru                 | 3                |
| Murugarren           | 74               |
| Riezu                | 115              |
| Úgar                 | 50               |
| Venta de Urbasa      | 0                |
| Villanueva de Yerri  | 57               |
| Zábal                | 77               |
| Zurucuáin            | 99               |

## Administración y política

### Gobierno municipal
La sede el Ayuntamiento está en Arizala, calle Nueva, 22.
Participa en las siguientes instituciones: Mancomunidad de Montejurra, Mancomunidad de Servicios Sociales Iranzu, Patronato de Urbasa, Federación Navarra de Municipios y Concejos, Consorcio Turístico Tierras de Iranzu, Mancomunidad de Servicios Andía, Animsa, TEDER, Consorcio Turístico Tierra Estella, Red Explora y Asociación del Camino de Santiago.
| Periodo   | Nombre                   | Partido | Partido                                               |
| --------- | ------------------------ | ------- | ----------------------------------------------------- |
| 2007-2008 | Francisco Javier Carmona |         | Partido Socialista de Navarra (PSN-PSOE)              |
| 2009-2011 | Luis Albéniz             |         | Unión del Pueblo Navarro (UPN)                        |
| 2011-2012 | Francisco Javier Carmona |         | Partido Socialista de Navarra (PSN-PSOE)              |
| 2012-2015 | Luis Albéniz             |         | Unión del Pueblo Navarro (UPN)                        |
| 2015-2019 | Ramiro Urra Markotegi    |         | Candidatura Popular Iranzu-Herri Kandidatura (CPI-HK) |
| 2019-2023 | Eduardo Lezaún Echalar   |         | Candidatura Popular Iranzu-Herri Kandidatura (CPI-HK) |
| 2023-act. | Ana Marta Mendaza Acedo  |         | Candidatura Popular Iranzu-Herri Kandidatura (CPI-HK) |

| Partido político                                      | 2019  | 2019       | 2015  | 2015       | 2011  | 2011       | 2007  | 2007       |
| Partido político                                      | %     | Concejales | %     | Concejales | %     | Concejales | %     | Concejales |
| Candidatura Popular Iranzu-Herri Kandidatura (CPI-HK) | 50,85 | 5          | 48,81 | 5          | 42,68 | 4          | 39,81 | 4          |
| Independientes por Yerri (IPY)                        | 45,40 | 4          | —     | —          | —     | —          | —     | —          |
| Unión del Pueblo Navarro (UPN)                        | —     | —          | 39,90 | 4          | 42,93 | 4          | 44,06 | 4          |
| Partido Socialista de Navarra (PSN-PSOE)              | —     | —          | 7,53  | 0          | 11,49 | 1          | 14,33 | 1          |

### Organización territorial
Los concejos que forman el municipio son:
- Alloz
- Arandigoyen
- Arizala
- Arizaleta
- Azcona
- Bearin
- Eraul
- Grocin
- Ibiricu de Yerri
- Iruñela
- Lácar
- Lorca
- Murillo de Yerri
- Murugarren
- Riezu
- Úgar
- Villanueva de Yerri
- Zábal
- Zurucuáin

## Cultura

### Patrimonio

#### Monumentos religiosos
- Alloz: parroquia de Nuestra Señora de Eguiarte (compartida con Lácar).
- Arizala: parroquia de Santa Cecilia, ermita de Nuestra Señora de la O y ermita de San Martín de Montalbán.
- Arizaleta: parroquia de San Andrés, ermita de Santa Catalina (compartida con Azcona).
- Azcona: iglesia San Martín, Basílica Nuestra Señora de Mendigaña, ermita de Santa Catalina (compartida con Arizaleta).
- Grocin: iglesia de San Martín y ermita de Santa María Magdalena.
- Ibiricu de Yerri: iglesia de San Juan y ermita de San Cristóbal.
- Lácar: iglesia de Santa Engracia, Nuestra Señora de Eguiarte (compartida con Alloz).
- Úgar: iglesia de San Martín y ermita de la Virgen de la O.
- Zurucuáin: iglesia de la Purificación de Nuestra Señora, y ermita de San Bartolomé.

### Fiestas
- Alloz: 8 de mayo
- Arandigoyen: primer viernes de septiembre
- Arizala: último sábado de agosto
- Arizaleta: 24 de agosto
- Azcona: 8 de septiembre
- Bearin: segundo fin de semana de julio
- Eraul: 21 de julio
- Grocin: 19-22 de julio
- Ibiricu de Yerri: primer fin de semana de octubre (Virgen del Rosario)
- Iruñela: tercer domingo de julio
- Lácar: 15 de agosto
- Lorca: finales de mayo
- Murillo: sábado más próximo al 2 de septiembre
- Murugarren: último fin de semana de agosto
- Riezu: 15 de agosto
- Úgar: primer fin de semana de septiembre
- Villanueva de Yerri: segundo fin de semana de septiembre
- Zábal: tercer domingo de junio
- Zurucuáin: 24 de agosto